# Sarah Iliev
Sarah Iliev (Francia, 3 ottobre 2006) è una tennista francese.

## Carriera
Sarah Iliev ha 2 titoli nel doppio nel circuito ITF in carriera. Il 22 maggio 2023 ha raggiunto il best ranking mondiale nel singolare, nr 686; nel doppio, invece, non ha ancora raggiunto una classifica.
Ha fatto il suo debutto nel circuito maggiore all'Internationaux de Strasbourg 2023, dove ha superato le qualificazioni sconfiggendo la testa di serie numero 7 Ellen Perez e la testa di serie numero 2 Bai Zhuoxuan. Approda nel suo primo tabellone principale della carriera, dove è sconfitta all'esordio dalla statunitense e settima forza del torneo Lauren Davis in due set. Sempre grazie ad un invito, partecipa anche nel doppio insieme alla connazionale Séverine Deppner, ma le due vengono eliminate al primo turno da Olivia Tjandramulia e Wu Fang-hsien al super-tiebreak.

## Statistiche ITF

### Singolare

#### Sconfitte (3)
| Torneo $100.000 (0) |
| Torneo $80.000 (0)  |
| Torneo $60.000 (0)  |
| Torneo $40.000 (0)  |
| Torneo $25.000 (1)  |
| Torneo $15.000 (2)  |

| N. | Data            | Torneo                                               | Superficie  | Avversaria in finale | Punteggio |
| 1. | 6 novembre 2022 | Magic Tours, Monastir                                | Cemento     | Merna Refaat         | 3-6, 1-6  |
| 2. | 15 gennaio 2023 | Fort-de-France ITF World Tennis Tour, Fort-de-France | Cemento     | Emma Léné            | 2-6, 4-6  |
| 3. | 20 aprile 2025  | ForteVillage ITF Trophy, Pula                        | Terra rossa | Laura Hietaranta     | 1-6, 1-6  |

### Doppio

#### Vittorie (2)
| Torneo $100.000 (0) |
| Torneo $80.000 (0)  |
| Torneo $60.000 (0)  |
| Torneo $40.000 (1)  |
| Torneo $25.000 (0)  |
| Torneo $15.000 (1)  |

| N. | Data             | Torneo                                             | Superficie  | Compagna  | Avversarie in finale                 | Punteggio           |
| 1. | 6 settembre 2024 | Open 17 Saint-Palais sur Mer, Saint-Palais-sur-Mer | Terra rossa | Emma Léné | Justina Mikulskytė Sapfo Sakellaridi | 7-6(5), 6-2         |
| 2. | 7 marzo 2025     | Open de Hagetmau, Hagetmau                         | Cemento (i) | Emma Léné | Ayana Akli Mia Horvit                | 7–6(2), 3–6, [10–8] |

#### Sconfitte (1)
| Torneo $100.000 (0) |
| Torneo $80.000 (0)  |
| Torneo $60.000 (0)  |
| Torneo $40.000 (0)  |
| Torneo $25.000 (1)  |
| Torneo $15.000 (0)  |

| N. | Data           | Torneo                          | Superficie  | Compagna       | Avversarie in finale   | Punteggio   |
| 1. | 24 agosto 2024 | BTHC Women's Open, Braunschweig | Terra rossa | Ikumi Yamazaki | Funa Kozaki Erika Sema | 3–6, 6(9)–7 |